# Wyśmierzyce (gromada)
Wyśmierzyce – dawna gromada, czyli najmniejsza jednostka podziału terytorialnego Polskiej Rzeczypospolitej Ludowej w latach 1954–1972.
Gromady, z gromadzkimi radami narodowymi (GRN) jako organami władzy najniższego stopnia na wsi, funkcjonowały od reformy reorganizującej administrację wiejską przeprowadzonej jesienią 1954 do momentu ich zniesienia z dniem 1 stycznia 1973, tym samym wypierając organizację gminną w latach 1954–1972.
Gromadę Wyśmierzyce z siedzibą GRN z siedzibą GRN w mieście Wyśmierzyce (nie wchodzącym w jej skład) utworzono 1 stycznia 1969 w powiecie białobrzeskim w woj. kieleckim z obszaru zniesionych gromad Grzmiąca i Witaszyn (bez wsi Korzeń, Witaszyn, Jasionna i Klamy).
Gromada przetrwała do końca 1972 roku, czyli do kolejnej reformy gminnej. 1 stycznia 1973 w powiecie białobrzeskim utworzono gminę Wyśmierzyce.